# Drastin
Drastin je naselje u Hrvatskoj u općini Jelenju. Nalazi se u Primorsko-goranskoj županiji.

## Zemljopis
Nalazi se unutar luka rijeke Rječine s lijeve obale rijeke. Zapadno preko rijeke je Lopača, sjeveroistočno su Lukeži i Dražice, južno je Ilovik, jugozapadno su Valići, sjeverno je Jelenje i Ratulje, sjeverozapadno su Martinovo Selo, Lubarska, Baštijani, Milaši i Brnelići. 

## Stanovništvo
| broj stanovnika | 73    | 74    | 81    | 85    | 83    | 71    | 68    | 62    | 55    | 46    | 52    | 46    | 30    | 21    | 20    | 17    | 38    |
|                 | 1857. | 1869. | 1880. | 1890. | 1900. | 1910. | 1921. | 1931. | 1948. | 1953. | 1961. | 1971. | 1981. | 1991. | 2001. | 2011. | 2021. |